# Эрлих, Рудольф Иванович
Рудо́льф Ива́нович Э́рлих (17 января 1866, Прага — 14 сентября 1924, Москва) — российский виолончелист чешского происхождения. Кроме того, Рудольф Эрлих известен как композитор и музыкальный педагог. Заслуженный артист (1921).

## Биография
Начал учиться игре на скрипке и фортепиано в семилетнем возрасте. В 1882 году окончил Пражскую консерваторию по классу виолончели Ф. Хегенбарта. В течение полугода совершил ряд гастрольных поездок по Чехии, после чего поступил в оркестр Большого театра; в дальнейшем на протяжении многих лет был его концертмейстером. С 1896 года, после эмиграции Модеста Альтшулера, и до последнего года жизни играл в составе Московского трио — одного из наиболее значительных российских камерных ансамблей начала XX века. Выступал также вместе с Сергеем Танеевым, Александром Гольденвейзером, Марчеллой Зембрих и другими выдающимися музыкантами. Преподавал в Музыкально-драматическом училище Московского филармонического общества и в Музыкальном техникуме имени А. Г. и Н. Г. Рубинштейнов в Москве.
Кроме исполнительской карьеры камерного и оркестрового музыканта, Рудольф Эрлих также был известен как композитор, произведения (в основном, камерные) которого исполнялись в академических концертах, а сочинения регулярно публиковались в нескольких московских издательствах. В частности, он был автором нескольких романсов, самый известный из которых, написанный на стихотворение А. С. Пушкина «В дверях Эдема ангел нежный…» был популярен в конце 1910-х годов в исполнении знаменитого баса Михаила Вавича. В 1908 году романс Эрлиха был выпущен на пластинке московского филиала фирмы «Пате́» и разошёлся в короткий срок.
Скончался 14 сентября 1924 года, похоронен на Введенском кладбище.